# Balé
Balé ist eine Provinz in der Region Boucle du Mouhoun im westafrikanischen Staat Burkina Faso mit 257.486 Einwohnern auf 4596 km².

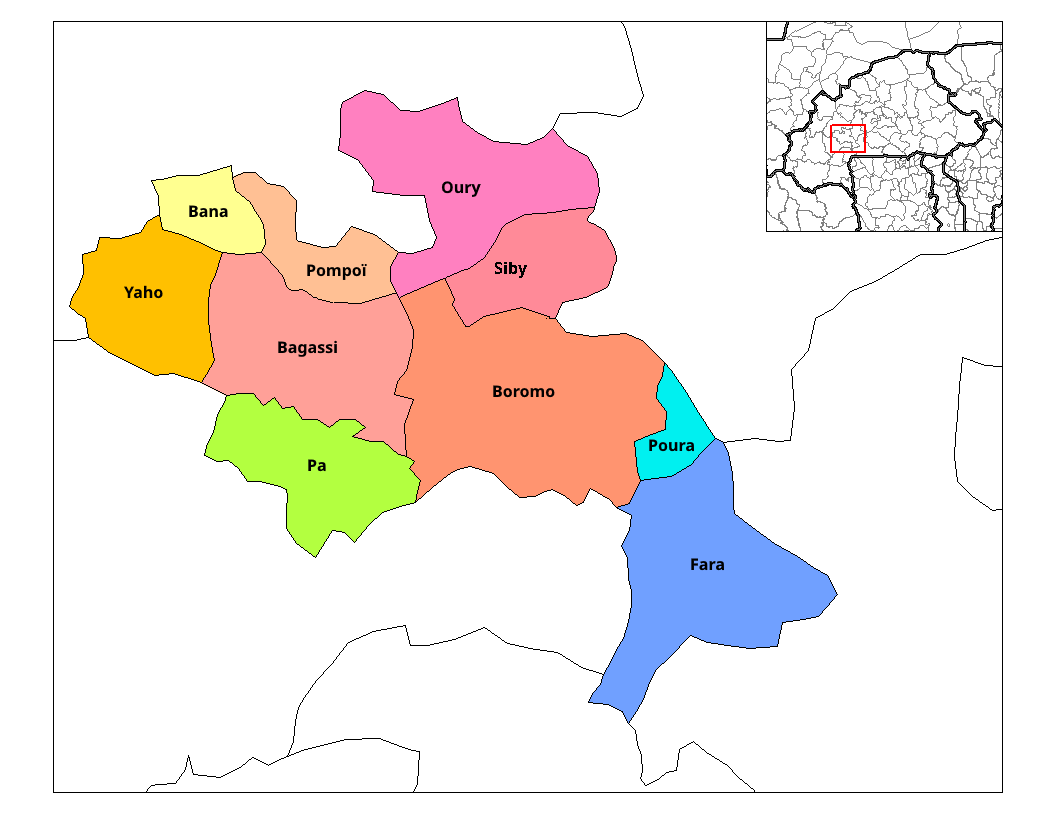
Departements der Provinz Balé

Die Provinz besteht aus den Departements Bagassi, Bana, Boromo, Fara, Oury, Pâ, Pompoï, Poura, Siby und Yaho. Hauptstadt ist Boromo.